# HD 82419
HD 82419，又名CD-50 4204，SAO 237042、HR 3784，是一颗恒星，视星等为5.45，位于銀經274.31，銀緯-0.2，其B1900.0坐标为赤經9h 26m 40.4s，赤緯-51° -0.2′ 41″。